# Lindsay Shonteff
Lindsay Shonteff, né le 5 novembre 1935 à Toronto et mort le 11 mars 2006 en Angleterre, est un réalisateur, scénariste et producteur de cinéma canadien,.

## Filmographie

### Réalisateur
- 1963 - La Poupée diabolique (Devil Doll)
- 1965 - Service secret (Licensed to Kill)
- 1969 - Nuit après nuit (Night after Night after Night)
- 1970 - Couples en liberté (Permissive)
- 1972 - Du rififi chez les tueurs ou Jeux d'adultes (The Fast Kill)
- 1973 - On m'appelle Zapper (Big Zapper)
- 1974 - La Vengeance de Zapper (The Swordsman)
- 1976 - Histoire d'espions (Spy Story)
- 1978 - Number One of the Secret Service
- 1979 - Adieu canaille (Licensed To Love And Kill)
- 1981 - Aller simple pour l'enfer (How Sleep the Braveà